# Ephraim Randrianovona
Ephraim Randrianovona war von 1976 bis 1983 der zweite Bischof der zur (anglikanischen) Church of the Province of the Indian Ocean gehörenden Diözese von Antananarivo in Madagaskar.

## Leben
Randrianovona erwarb seine Bildung und die Ausbildung zum Priester am St Paul’s College in Madagaskar. 1945 wurde er ordiniert. Er war von 1973 bis 1975 Dean der Cathédrale Saint Laurent Ambohimanoro.